# Fabio Valentini
Fabio Valentini (Casale Monferrato, 25 agosto 1999) è un cestista italiano.

## Biografia
È figlio dell'ex cestista e allenatore Andrea Valentini. È inoltre fratello minore di Luca Valentini, anche lui giocatore di pallacanestro. 
Suo nonno è invece Claudio Valentini, storico giocatore della Junior Casale Monferrato.

## Carriera
Dal 2022 al 2024 è stato un giocatore della società romagnola Pallacanestro Forlì 2.015. Nella stagione 2024/2025 ha giocato per la Pallacanestro Cantù.

## Palmares
- Coppa Italia LNP: 2

Pallacanestro forlì 2.015 :2024
Pallacanestro Cantù: 2025